# Brett Hull
Brett Andrew Hull (ur. 9 sierpnia 1964 w Belleville, Ontario) – amerykański hokeista, reprezentant kraju.
Jego ojciec Bobby (1939–2023) i wujek Dennis (ur. 1944) także byli hokeistami.

## Kariera
- Penticton Knights (1982–1984)
- Univ. of Minnesota-Duluth (1984–1986)
- Calgary Flames (1986–1988)
  -  Moncton Golden Flames (1986–1987)
- St. Louis Blues (1988–1998)
- Dallas Stars (1998–2001)
- Detroit Red Wings (2001–2004)
- Phoenix Coyotes (2005)

Uczestniczył w turniejach mistrzostw świata w 1986, Canada Cup 1991, Pucharu Świata 1996, 2004 oraz zimowych igrzysk olimpijskich 2002.

## Sukcesy i osiągnięcia
Reprezentacyjne
- Srebrny medal Canada Cup: 1991
- Złoty medal Pucharu Świata: 1996
- Srebrny medal zimowych igrzysk olimpijskich: 2002

Klubowe
- Memorial Cup - mistrzostwo CHL: 1990
- Puchar Stanleya: 1999 z Dallas Stars, 2002 z Detroit Red Wings

Indywidualne
- Dudley „Red” Garrett Memorial Award (najlepszy debiutant AHL): 1987
- Mecz Gwiazd NHL: 1989, 1990, 1991, 1992, 1993, 1994, 1996, 1997, 2001
- Dodge Ram Tough Award: 1990, 1991
- Lady Byng Memorial Trophy: 1990
- Najwięcej zwycięskich goli w sezonie 1989/1990 (12), 1990/1991 (11), 1998/1999 (11)
- Trofeum Harta: 1991
- Lester B. Pearson Award: 1991
- NHL ProSet/NHL Player of the Year Award: 1991
- Puchar Świata w Hokeju na Lodzie 1996:
  - Pierwsze miejsce w klasyfikacji strzelców turnieju: 7 goli
  - Pierwsze miejsce w klasyfikacji kanadyjskiej turnieju: 11 punktów
  - Skład gwiazd turnieju
- Najwięcej goli w fazie play-off sezonu 1999/2000 (11), 2001/2002 (10)
- Najwięcej punktów w fazie play-off sezonu 1999/2000 (24)

Wyróżnienia
- US Hockey Hall of Fame: 2008
- Hockey Hall of Fame: 2009